# Scoparia niphetodes
 (janvier 2018).
Si vous disposez d'ouvrages ou d'articles de référence ou si vous connaissez des sites web de qualité traitant du thème abordé ici, merci de compléter l'article en donnant les références utiles à sa vérifiabilité et en les liant à la section « Notes et références ».
Espèce
Scoparia niphetodes est une espèce d'insectes lépidoptères (papillons) de la famille des Crambidae.
Il est retrouver en Australie (Queensland et Nouvelles-Galles du Sud),.

## Phénotype
Cette espèce de lépidoptère mesure environ 18 mm et l'envergure de ses ailes est d'environ 1,5 cm. Sa tête est noirâtre sur la quasi totalité et est blanche à la base. Ses antennes sont blanchâtres et deviennent fuselée à la base. 
Son thorax, son abdomen et ses pattes sont blanches avec des taches noires. Ses ailes sont triangulaires et majoritairement blanches avec des taches noires sur la costa (partie supérieure de l'aile) et le bord de chaque aile antérieure. Le bout des ailes est cilié.  

## Galerie

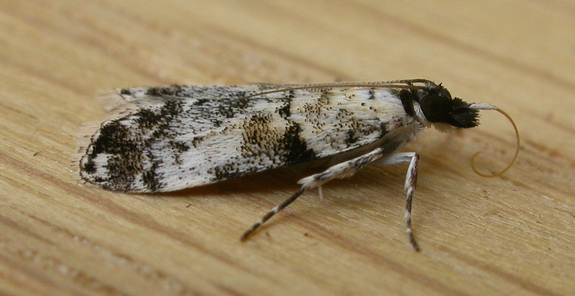
Scoparia niphetodes